# Kerrova–Newmanova metrika
Kerrova–Newmanova metrika je řešení Einsteinových rovnic obecné relativity, které popisuje gravitační pole v okolí nabité rotující hmoty. Toto řešení není příliš užitečné pro popis reálných astrofyzikálních jevů, protože pozorované astronomické objekty nemají znatelný čistý elektrický náboj. Řešení je naopak předmětem zájmu matematiků a fyziků teoretiků.

## Historie
V roce 1965 našel Ezra T. Newman nové osově souměrné řešení Einsteinových rovnic pro černé díry, které jsou rotující a elektricky nabité.  Tento vzorec pro metrický tenzor {\displaystyle g_{\mu \nu }\!} se nazývá Kerrova–Newmanova metrika. Jedná se o zobecnění Kerrovy metriky platící pro rotující nenabitou hmotu, objevené Royem Kerrem v roce 1963. 
Čtveřici podobných řešení lze shrnout do následující tabulky:
|                  | Nerotující (J = 0)               | Rotujícíc(J ≠ 0)          |
| Nenabitá (Q = 0) | Schwarzschildova metrika         | Kerrova metrika           |
| Nabitá (Q ≠ 0)   | Reissnerova–Nordströmova metrika | Kerrova–Newmanova metrika |

kde Q reprezentuje elektrický náboj a J reprezentuje moment hybnosti.

## Matematická forma
Kerrova–Newmanova metrika popisuje geometrii prostoročasu v okolí rotující hmoty M s nábojem Q. Formulace této metriky závisí na tom jaké souřadnice a podmínky souřadnic jsou zvoleny. Jeden způsob jak vyjádřit tuto metriku je zapsáním lineárního elementu v určité sadě sférických souřadnic, zvaných také Boyerovy–Lindquistovy souřadnice:
{\displaystyle c^{2}d\tau ^{2}=-\left({\frac {dr^{2}}{\Delta }}+d\theta ^{2}\right)\rho ^{2}+\left(c\,dt-\alpha \sin ^{2}\theta \,d\phi \right)^{2}{\frac {\Delta }{\rho ^{2}}}-\left(\left(r^{2}+\alpha ^{2}\right)d\phi -\alpha c\,dt\right)^{2}{\frac {\sin ^{2}\theta }{\rho ^{2}}}}
kde souřadnice (r, θ, ϕ) jsou standardní souřadnicový systém a délkové škály:
{\displaystyle \alpha ={\frac {J}{Mc}}\,,}
{\displaystyle \ \rho ^{2}=r^{2}+\alpha ^{2}\cos ^{2}\theta \,,}
{\displaystyle \ \Delta =r^{2}-r_{s}r+\alpha ^{2}+r_{Q}^{2}\,,}
byly zavedeny pro stručnost. Zde rs je Schwarzschildův poloměr masivního tělesa v metrech, který se vztahuje k hmotě M podle
{\displaystyle r_{s}={\frac {2GM}{c^{2}}}}
kde G je gravitační konstanta, a rQ je délková škála korespondující s elektrickým nábojem Q hmoty
{\displaystyle r_{Q}^{2}={\frac {Q^{2}G}{4\pi \epsilon _{0}c^{4}}}}
kde 1/4πε0 je Coulombova konstanta.

### Dílčí formulace
Složky Kerrovy–Newmanovy metriky lze odečítat po jednoduchém algebraickém přeuspořádání:
{\displaystyle {\begin{aligned}c^{2}d\tau ^{2}&={\frac {(\Delta -\alpha ^{2}\sin ^{2}\theta )}{\rho ^{2}}}\;c^{2}\;dt^{2}-\left({\frac {\rho ^{2}}{\Delta }}\right)dr^{2}\\&-\rho ^{2}d\theta ^{2}+(\alpha ^{2}\Delta \sin ^{2}\theta -r^{4}-2r^{2}\alpha ^{2}-\alpha ^{4}){\frac {\sin ^{2}\theta \;d\phi ^{2}}{\rho ^{2}}}\\&-(\Delta -r^{2}-\alpha ^{2}){\frac {2\alpha \sin ^{2}\theta \;c\;dt\;d\phi }{\rho ^{2}}}\end{aligned}}}

### Alternativní Kerrova–Schildova formulace
Kerrova–Newmanova metrika lze vyjádřit Kerrově–Schildově formě za použití zvláštního souboru kartézských souřadnic. Tato řešení byla navržena Kerrem a Schildem v roce 1965.
{\displaystyle g_{\mu \nu }=\eta _{\mu \nu }+fk_{\mu }k_{\nu }\!}
{\displaystyle f={\frac {Gr^{2}}{r^{4}+a^{2}z^{2}}}\left[2Mr-Q^{2}\right]}
{\displaystyle \mathbf {k} =(k_{x},k_{y},k_{z})=\left({\frac {rx+ay}{r^{2}+a^{2}}},{\frac {ry-ax}{r^{2}+a^{2}}},{\frac {z}{r}}\right)}
{\displaystyle k_{0}=1.\!}
Zajímavé je, že k je jednotkový vektor. M je zde konstantní hmotnost rotujícího objektu, Q je konstantní náboj rotujího objektu, η je Minkowského tenzor, a a je konstantní rotační parametr rotujícího objektu. Má se za to, že vektor {\displaystyle {\vec {a}}} je směřován podélkladné osy z. Velikost r není poloměr, ale je spíše přesně definována takto:
{\displaystyle 1={\frac {x^{2}+y^{2}}{r^{2}+a^{2}}}+{\frac {z^{2}}{r^{2}}}}
Velikost r se obvykle stává poloměrem
{\displaystyle R={\sqrt {x^{2}+y^{2}+z^{2}}}}
když se rotační parametr a blíží nule. V této formulaci řešení jsou jednotky vybrány tak, že rychlost světla je rovna jedné (c = 1). S cílem poskytnout kompletní řešení Einsteinových rovnic, zahrnuje Kerrovo–Newmanovo řešení nejen vzorec pro metrický tenzor, ale také vzorec pro elektromagnetický potenciál:
{\displaystyle A_{\mu }={\frac {Qr^{3}}{r^{4}+a^{2}z^{2}}}k_{\mu }}
Pro velké vzdálenosti od zdroje (R >> a) se tyto rovnice redukují na Reissnerovo–Norströmovo řešení s:
{\displaystyle A_{\mu }={\frac {Q}{R}}k_{\mu }}
V Kerrově–Schildově formulaci Kerrovy–Newmanovy metriky je determinant metrického tenzoru všude negativní, včetně blízkosti zdroje.

## Speciální případy a zobecnění
Kerrova–Newmanova metrika je zobecněním dalších exaktních řešení v obecné relativitě:
- Kerrova metrika pokud je náboj Q nulový.
- Reissnerova–Nordströmova metrika pokud je moment hybnosti J (nebo a) nulový.
- Schwarzschildova metrika pokud je náboj Q a moment hybnosti J (nebo a) nulový.
- Minkowského prostor pokud jsou hmotnost M, náboj Q a rotační parametr a nulové. Také, pokud má být gravitace odstraněna, Minkowského prostor vzniká, když je gravitační konstanta rovna nule (s elektrickými a magnetickými poli složitějšími než jen pole s nabitým magnetickým dipólem).

Kerrovo–Newmanovo řešení (s kosmologickou konstantou rovnou nule) je také speciálním případem obecnějších exaktních řešení Einsteinových rovnic.

## Některé aspekty řešení
Newmanův výsledek představuje nejjednodušší stacionární, osově souměrné, asymptoticky ploché řešení Einsteinových rovnic v přítomnosti elektromagnetického pole ve čtyřech dimenzích. Proto je někdy označováno jako elektrovakuové řešení Einsteinových rovnic.
Jakýkoli Kerrův–Newmanův zdroj by měl rotační osu srovnanou s osou magnetickou.  To je výrazný rozdíl oproti běžně pozorovaným astronomickým tělesům, u nichž existuje podstatný úhel mezi osou rotace a osou magnetickou. 
Je-li Kerrův–Newmanův potenciál pokládán za model pro klasický elektron, předvídá že elektron má nejen magnetický dipólový moment, ale rovněž i další multipólové momenty, například elektrický kvadrupólový moment. Tyto ovšem zatím nebyly experimentálně nalezeny. 
V G=O limitu je elektromagnetické pole nabitý rotující disk uvnitř kruhu, kde jsou pole nekonečná. Celková polní energie pro tento disk je nekonečná a proto tato G=0 limita neřeší problém nekonečné vlastní energie. 
Stejně jako Kerrova metrika pro nenabitou rotující hmotu, existuje vnitřní Kerrovo–Newmanovo řešení matematicky, ale pravděpodobně není reprezentativní pro skutečnou metriku realistické rotující černé díry kvůli problémům se stabilitou. Ačkoli jde o zobecnění kerrovy metriky, není toto řešení v astrofyzice pokládáno za příliš významní, jelikož se neočekává, že by realistické černé díry měly znatelný elektrický náboj.
Kerrova–Newmanova metrika definuje černou díru s horizontem událostí, jen když je splněn následující vztah:
{\displaystyle a^{2}+Q^{2}\leq M^{2}.}
Elektronový moment hybnosti a a elektrický náboj Q (vhodně specifikované v geometrizovaných jednotkách) oba překročí svou hmotnost M, přičemž v tomto případě nemá metrika žádný horizont událostí a proto nemůže existovat nic jako elektronová černá díra, ale pouze nahá rotující prstencová singularita. Taková metrika porušuje několik očekávaných fyzikálních zákonů, například hypotézu kosmické cenzury a porušení kauzality v bezprostřední blízkosti singularity. 
Ruský teoretik Alexandr Burinskij objevil v roce 2007 korespondenci mezi vlnovou funkcí Diracovy rovnice a spinorovou strukturou Kerrovy geometrie. To mu umožnilo předpoklad, že Kerrova–Newmanova geometrie odráží specifickou prostoročasovou strukturu obsahuje Kerrův–Newmanův prstenec. Burinskij popisuje elektron jako gravitačně uzavřený kroužek singularity bez horizontu událostí. To má některé, ale ne všechny předpokládané vlastnosti černé díry. 

## Elektromagnetické pole
Elektrická a magnetická pole mohou být získána obvyklým způsobem rozlišujícím čtyřpotenciál aby byl získán elektromagnetický silový tenzor. To se dá ukázat na trojrozměrném vektorovém zápisu:
{\displaystyle A_{\mu }=\left(-\phi ,A_{x},A_{y},A_{z}\right)\,}
Statické elektrické a magnetické pole jsou odvozeny z vektoru potenciálu a skaláru potenciálu, jako je tento:
{\displaystyle {\vec {E}}=-{\vec {\nabla }}\phi \,}
{\displaystyle {\vec {B}}={\vec {\nabla }}\times {\vec {A}}\,}
Použití Kerrova–Newmanova vzorce pro v Kerrově–Schildově formuli přináší následující stručný komplexní polní vzorec: 
{\displaystyle {\vec {E}}+i{\vec {B}}=-{\vec {\nabla }}\Omega \,}
{\displaystyle \Omega ={\frac {Q}{\sqrt {({\vec {R}}-i{\vec {a}})^{2}}}}\,}
Velikost omega ({\displaystyle \Omega }) v této poslední rovnici je podobná Coulombickému potenciálu, kromě toho, že poloměr vektoru je posunut o imaginární jednotku. Tento komplexní potenciál byl diskutován již v 19. století, francouzským matematikem Paulem Émile Appellem. 

## Carterovy pohybové rovnice
Z Hamiltonových pohybových rovnic pro testovací částici o hmotnosti {\displaystyle \mu } a náboji {\displaystyle e} vyplývají dva integrály pohybu: 
{\displaystyle E\equiv -(p_{t}+eA_{t}),}
{\displaystyle L_{z}\equiv p_{\phi }+eA_{\phi },}
kde {\displaystyle E} odpovídá energii v nekonečnu a {\displaystyle L_{z}} odpovídá projekci momentu hybnosti na rotační osu. Dalším integrálem pohybu je klidová hmotnost částice {\displaystyle \mu =-(g^{\alpha \beta }p_{\alpha }p_{\beta })^{1/2}}. Obecně je potřeba čtyř integrálů pohybu pro jednoznačné určení trajektorie částice ve čtyřrozměrném prostoročasu. Pokud by prostoročas měl další symetrii (např. sférickou namísto pouhé axiální), automaticky by existovala čtvrtá konstanta. Černé díry nejsou obecně sférické, a proto existují pouze tři zřejmé konstanty pohybu. Je pozoruhodné, že čtvrtá konstanta vskutku existuje. Byla objevena Carterem (1968) pomocí Hamiltonovy–Jacobiho rovnice. Tato konstanta je
{\displaystyle {\mathcal {L}}=p_{\theta }^{2}+\cos \theta \left(a^{2}(\mu ^{2}-E^{2})+{\frac {L_{z}^{2}}{\sin ^{2}\theta }}\right).}
Konstantu pohybu
{\displaystyle {\mathcal {K}}\equiv {\mathcal {L}}+(L_{z}-aE)^{2},}
která se získá kombinací {\displaystyle {\mathcal {L}}}, {\displaystyle L_{z}} a E, lze použít místo {\displaystyle {\mathcal {L}}}. Zatímco {\displaystyle {\mathcal {L}}} může být záporná, {\displaystyle {\mathcal {K}}} je vždy nezáporná.
Nyní kontravariantní složky čtyřhybnosti {\displaystyle p^{\mu }={\rm {d}}x^{\mu }/{\rm {d}}\lambda }, kde {\displaystyle \lambda =\tau /\mu } pro hmotné částice, lze vyjádřit pomocí {\displaystyle E,L_{z},\mu ,{\mathcal {L}}}:
{\displaystyle \rho ^{2}{\frac {{\rm {d}}\theta }{{\rm {d}}\lambda }}=\pm {\sqrt {\Theta }},}
{\displaystyle \rho ^{2}{\frac {{\rm {d}}r}{{\rm {d}}\lambda }}=\pm {\sqrt {R}},}
{\displaystyle \rho ^{2}{\frac {{\rm {d}}\phi }{{\rm {d}}\lambda }}=-\left(aE-{\frac {L_{z}}{\sin ^{2}\theta }}\right)+{\frac {a}{\Delta }}P,}
{\displaystyle \rho ^{2}{\frac {{\rm {d}}t}{{\rm {d}}\lambda }}=-a(aE\sin ^{2}\theta -L_{z})+{\frac {r^{2}+a^{2}}{\Delta }}P,}
kde
{\displaystyle \Theta ={\mathcal {L}}-\cos ^{2}\theta \left(a^{2}(\mu ^{2}-E^{2})+{\frac {L_{z}^{2}}{\sin ^{2}\theta }}\right),}
{\displaystyle P=E(r^{2}+a^{2})-L_{z}a-eQr,}
{\displaystyle R=P^{2}-\Delta (\mu ^{2}r^{2}+(L_{z}-aE)^{2}+{\mathcal {L}}).}